# Ronja Herberich
Ronja Herberich (* 1996 in Berlin) ist eine deutsche Schauspielerin.

## Leben
Herberich absolvierte in den Jahren 2017 bis 2020 eine Schauspielausbildung an der ETI Schauspielschule Berlin. Mit ihrer Hauptrolle der Marie im Kurzfilm-Drama Ein bisschen Paris aus dem Jahr 2017 wurde sie erstmals bekannt. Im Jahr 2020 stieg Herberich bei der Daily-Soap Gute Zeiten, schlechte Zeiten ein. Mit ihrer Hauptrolle der Schülerin Merle Kramer erlangte sie deutschlandweit Bekanntheit. Am 25. Februar 2021 wurde ihr Ausstieg aus der Serie bekannt, in der sie letztmals am 26. April 2021 in Folge 7244 zu sehen war.
Herberich lebt in Berlin. Sie spricht fließend Englisch.

## Filmografie (Auswahl)
- 2017: Klausentreiben (Mittellanger Spielfilm)
- 2017: Ein bisschen Paris (Kurzspielfilm)
- 2018: Flocke und Proschinski (Kurzspielfilm)
- 2018: Der Schrei (Spielfilm)
- 2020–2021: Gute Zeiten, schlechte Zeiten (Fernsehserie, 6938–7244)